# ARMIGER
ARMIGER war eine Rakete mit Radartechnologie aus europäischer Entwicklung. Das Projekt wurde eingestellt.

## Beschreibung
ARMIGER (englisch Anti Radiation Missile with Intelligent Guidance & Extended Range für Anti-Radarrakete mit intelligenter Lenkung und vergrößerter Reichweite) war die Bezeichnung für eine Luft-Boden-Rakete zur Bekämpfung von Radaranlagen, speziell von Flugabwehrraketensystemen. Auf Basis der Luft-Luft-Rakete Meteor sollte diese Rakete, unter anderem als ein potenzieller Nachfolger für die AGM-88 HARM, vom deutschen Rüstungshersteller Diehl BGT  Defence entwickelt  werden. Durch die geringeren Abmessungen und das niedrigere Gewicht der ARMIGER im Vergleich zur HARM sollten die Trägerflugzeuge (Tornado ECR) maximal 4 ARMIGER (anstatt 2 HARM) mitführen.
Die Entwicklung der ARMIGER erfolgte aus dem deutsch-französischen Entwicklungsprogramm Aramis, bis Frankreich aus dem Projekt ausstieg. Das Projekt befand sich zuletzt in einem Technologie-Demonstrationsprogramm und wurde dann eingestellt.